# Saint-Romans
Pour les articles homonymes, voir Romans.
Ne doit pas être confondu avec Saint-Roman.
Saint-Romans [sɛ̃ ʁɔmɑ̃] est une commune française située dans le département de l'Isère, en région Auvergne-Rhône-Alpes.
Autrefois simple paroisse de la province royale du Dauphiné, la petite commune a adhéré à la communauté de communes de Saint-Marcellin Vercors Isère Communauté.

## Géographie

### Situation et description
La commune de Saint-Romans, quelquefois dénommée Saint-Romans-en-Royans, se situe dans la basse vallée de l'Isère (qualifiée de Sud-Grésivaudan), sur le Piémont dominant la rivière et assurant la transition entre collines du Viennois et Vercors, face au plateau boisé des Chambarans. La commune fait partie du pays du Royans. Le village, excentré au nord de la commune, est situé un peu à l'écart de la route N. 532 de Grenoble et Valence.

### Communes limitrophes
Le territoire de Beauvoir-en-Royans est bordé par sept communes.
| Chatte              | Saint-Sauveur         | Beauvoir-en-Royans |
| La Sône             | Saint-Romans          | Presles            |
| Saint-Just-de-Claix | Saint-André-en-Royans |                    |

### Climat
Pour des articles plus généraux, voir Climat d'Auvergne-Rhône-Alpes et Climat de l'Isère.
En 2010, le climat de la commune est de type climat océanique altéré, selon une étude du Centre national de la recherche scientifique s'appuyant sur une série de données couvrant la période 1971-2000. En 2020, Météo-France publie une typologie des climats de la France métropolitaine dans laquelle la commune est exposée à un climat de montagne ou de marges de montagne et est dans la région climatique Alpes du nord, caractérisée par une pluviométrie annuelle de 1 200 à 1 500 mm, irrégulièrement répartie en été.
Pour la période 1971-2000, la température annuelle moyenne est de 12,2 °C, avec une amplitude thermique annuelle de 17,9 °C. Le cumul annuel moyen de précipitations est de 1 035 mm, avec 8,9 jours de précipitations en janvier et 6,5 jours en juillet. Pour la période 1991-2020, la température moyenne annuelle observée sur la station météorologique de Météo-France la plus proche, « Chatte_sapc », sur la commune de Chatte à 5 km à vol d'oiseau, est de 12,0 °C et le cumul annuel moyen de précipitations est de 967,8 mm,. Pour l'avenir, les paramètres climatiques de la commune estimés pour 2050 selon différents scénarios d'émission de gaz à effet de serre sont consultables sur un site dédié publié par Météo-France en novembre 2022.

### Hydrographie
Le territoire de la commune est bordé par l'Isère dans sa partie septentrionale.

### Voies de communications et transport
L'ancienne route nationale 532, devenue la route départementale RD 1532 ou « route de Grenoble à Valence » est une route nationale française reliant Saint-Péray (Ardèche) à Grenoble (Isère) qui traverse approximativement le territoire communal selon un axe nord-est/sud-ouest.

## Urbanisme

### Typologie
Au 1er janvier 2024, Saint-Romans est catégorisée bourg rural, selon la nouvelle grille communale de densité à sept niveaux définie par l'Insee en 2022.
Elle est située hors unité urbaine. Par ailleurs la commune fait partie de l'aire d'attraction de Saint-Marcellin, dont elle est une commune de la couronne,. Cette aire, qui regroupe 17 communes, est catégorisée dans les aires de moins de 50 000 habitants,.

### Occupation des sols
L'occupation des sols de la commune, telle qu'elle ressort de la base de données européenne d’occupation biophysique des sols Corine Land Cover (CLC), est marquée par l'importance des territoires agricoles (65,5 % en 2018), une proportion sensiblement équivalente à celle de 1990 (66 %). La répartition détaillée en 2018 est la suivante : 
forêts (27,8 %), zones agricoles hétérogènes (22,7 %), terres arables (22,4 %), cultures permanentes (16,7 %), zones urbanisées (4,6 %), prairies (3,8 %), eaux continentales (2,1 %). L'évolution de l’occupation des sols de la commune et de ses infrastructures peut être observée sur les différentes représentations cartographiques du territoire : la carte de Cassini (XVIIIe siècle), la carte d'état-major (1820-1866) et les cartes ou photos aériennes de l'IGN pour la période actuelle (1950 à aujourd'hui).

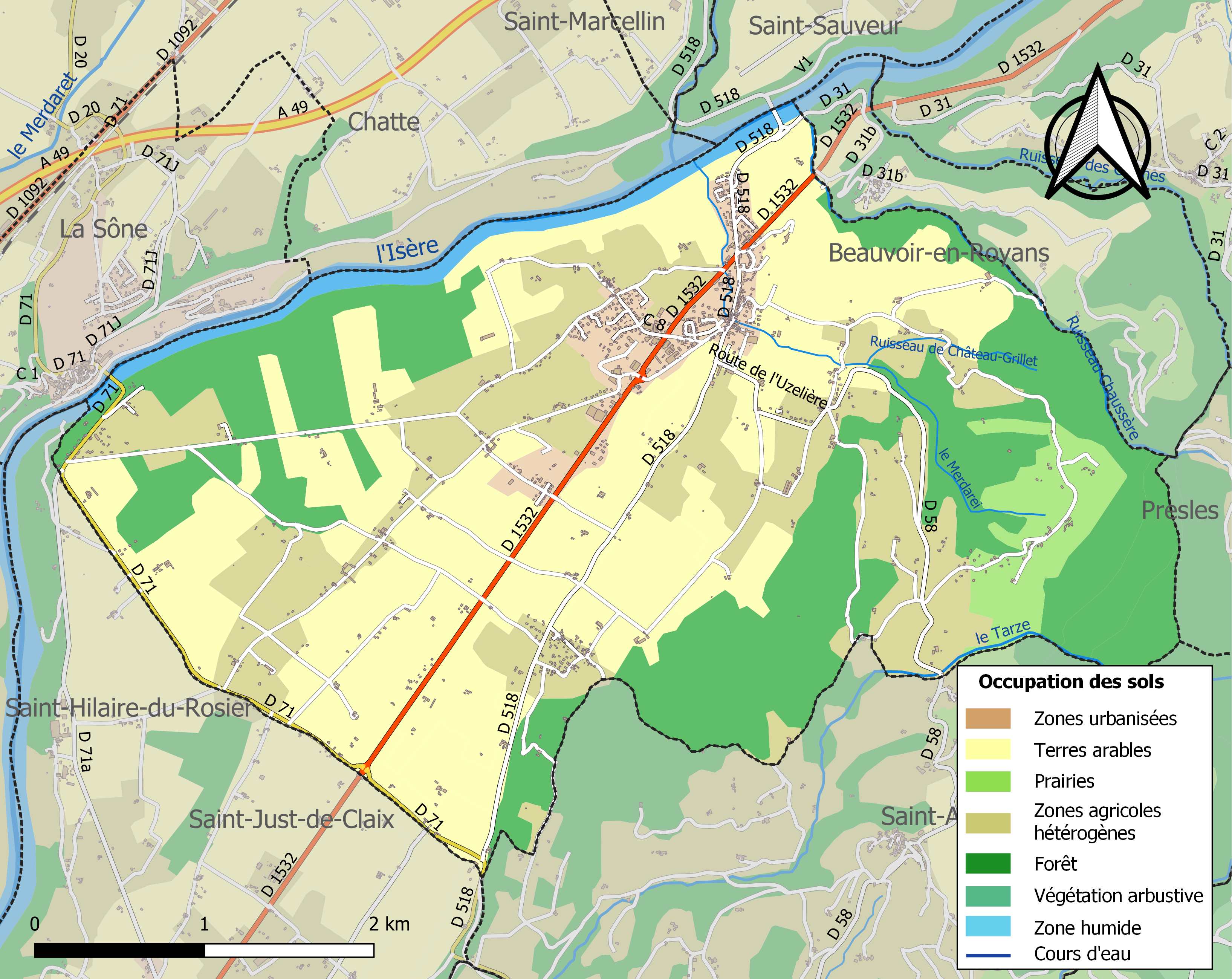
Carte des infrastructures et de l'occupation des sols de la commune en 2018 (CLC).

### Risques naturels et technologiques

#### Risques sismiques
L'ensemble du territoire de la commune de Saint-Romans est situé en zone de sismicité no 4 (sur une échelle de 1 à 5), en limite de la zone no 3 qui se situe au nord-ouest du territoire communal.
| Type de zone | Niveau            | Définitions (bâtiment à risque normal) |
| ------------ | ----------------- | -------------------------------------- |
| Zone 4       | Sismicité moyenne | accélération = 1,6 m/s2                |

## Histoire

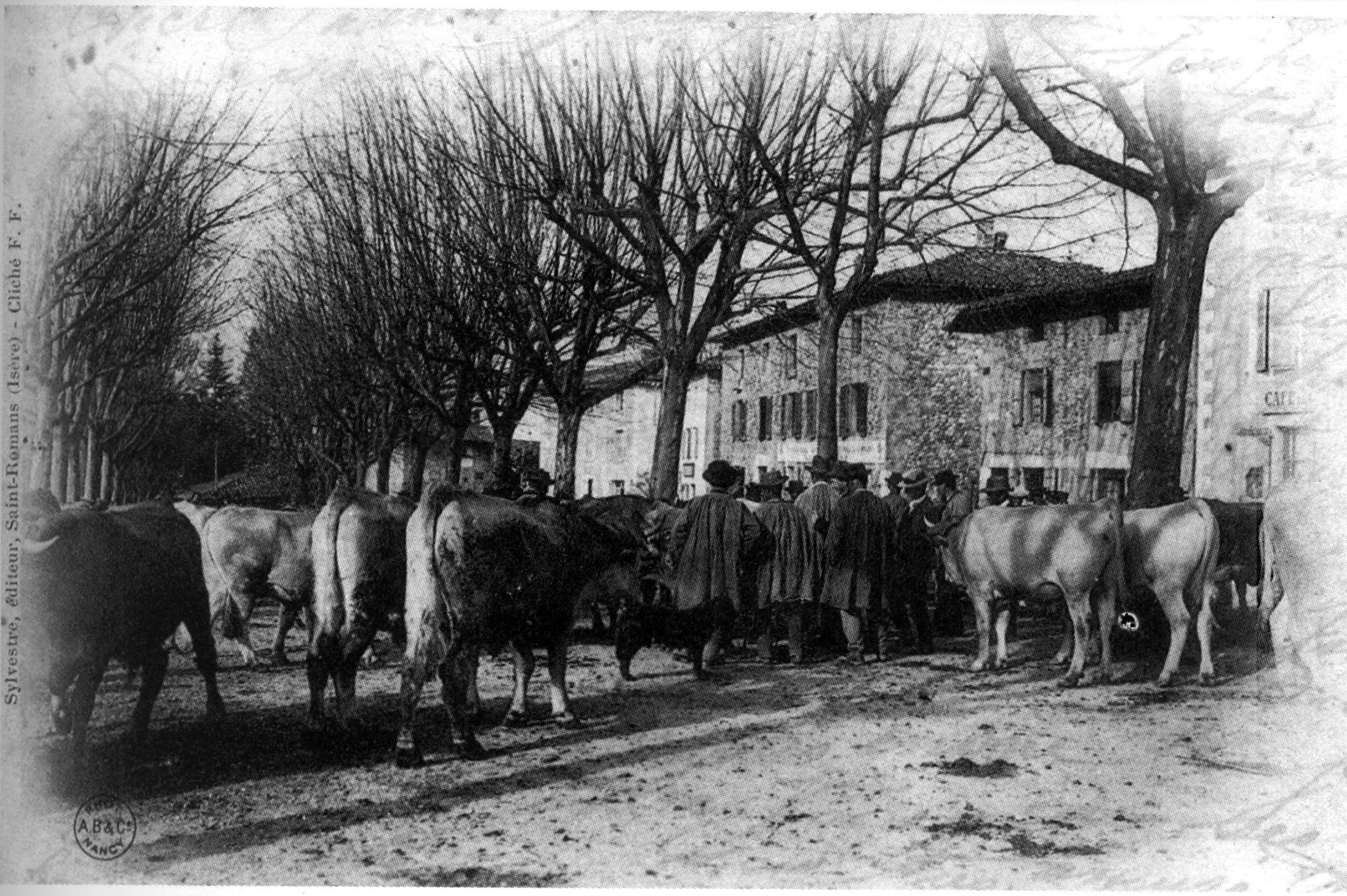
Saint-Romans en 1905.

### Préhistoire et antiquité
À la fin du Paléolithique supérieur, durant plusieurs millénaires, les hommes sont venus traquer les troupeaux de chevaux dans l'étroit passage entre l'Isère et l'éminence de Beauvoir. Ils ont installé leur campement au sud-est de la butte du Calvaire, à côté du cimetière, où furent retrouvés en 1911 et en 1940 (H. Müller et F. Bourdier) de nombreux silex et des ossements de chevaux et bouquetins datés du Magdalénien final et de l'Azilien (12 000 à 8 000 av. J-C). C'est un très important site préhistorique régional.
Deux dépôts (1900 et 1960) de plusieurs milliers d'oboles de Marseille en argent ont été trouvés dont un sur la rive de l'Isère. Datent de la fin du IIIe siècle av. J.-C., époque gauloise de la Tène.

### Moyen Âge
La charte du mandement de Beauvoir, dont Saint-Romans faisait partie, fut accordée en 1313. La terre de Saint-Romans et de Beauvoir formant le mandement de Beauvoir appartenaient, jusqu'en 1251, aux Bérenger de Royans. Elle devient ensuite par un échange, terre delphinale de 1251 à 1349. Et ensuite à partir de 1349, cela devient un domaine des rois de France, car le Dauphiné est vendu à la France par son duc et prince, le Dauphin de Viennois.

### Époque moderne
Le 13 septembre 1589, la paix religieuse fut signée à Saint-Romans par le connétable de Lesdiguières et le lieutenant-général du Dauphiné d'Ornano.

## Politique et administration

### Liste des maires
| Période                                  | Période    | Identité                      | Étiquette | Qualité                         |
| ---------------------------------------- | ---------- | ----------------------------- | --------- | ------------------------------- |
| Les données manquantes sont à compléter. |            |                               |           |                                 |
|                                          |            | Antoine Sablière-La-Condamine | Plaine    | Médecin                         |
| 1971                                     | 1983       | Julien Arnaud                 |           |                                 |
| juin 1995                                | avril 2014 | Edmond Gelly                  |           | Professeur de Lycée Hors Classe |
| avril 2014                               | En cours   | Yvan Créach                   | DVG       | Artisan                         |

### Jumelages
La ville est jumelée avec :
- Roccasecca dei Volsci (Italie) depuis 2003[17]

## Population et société

### Démographie
L'évolution du nombre d'habitants est connue à travers les recensements de la population effectués dans la commune depuis 1793. Pour les communes de moins de 10 000 habitants, une enquête de recensement portant sur toute la population est réalisée tous les cinq ans, les populations de référence des années intermédiaires étant quant à elles estimées par interpolation ou extrapolation. Pour la commune, le premier recensement exhaustif entrant dans le cadre du nouveau dispositif a été réalisé en 2008.

En 2022, la commune comptait 1 849 habitants, en évolution de +3,76 % par rapport à 2016 (Isère : +3,07 %, France hors Mayotte : +2,11 %).
| 1793 | 1800 | 1806 | 1821  | 1831  | 1836  | 1841  | 1846  | 1851  |
| ---- | ---- | ---- | ----- | ----- | ----- | ----- | ----- | ----- |
| 853  | 816  | 850  | 1 047 | 1 009 | 1 157 | 1 142 | 1 234 | 1 227 |

| 1856  | 1861  | 1866  | 1872  | 1876  | 1881  | 1886  | 1891  | 1896  |
| ----- | ----- | ----- | ----- | ----- | ----- | ----- | ----- | ----- |
| 1 227 | 1 225 | 1 205 | 1 117 | 1 071 | 1 060 | 1 074 | 1 082 | 1 114 |

| 1901  | 1906  | 1911 | 1921 | 1926 | 1931 | 1936 | 1946 | 1954 |
| ----- | ----- | ---- | ---- | ---- | ---- | ---- | ---- | ---- |
| 1 136 | 1 016 | 981  | 907  | 948  | 924  | 924  | 886  | 845  |

| 1962 | 1968  | 1975  | 1982  | 1990  | 1999  | 2006  | 2008  | 2013  |
| ---- | ----- | ----- | ----- | ----- | ----- | ----- | ----- | ----- |
| 941  | 1 001 | 1 129 | 1 306 | 1 367 | 1 410 | 1 652 | 1 721 | 1 751 |

| 2018  | 2022  | - | - | - | - | - | - | - |
| ----- | ----- | - | - | - | - | - | - | - |
| 1 774 | 1 849 | - | - | - | - | - | - | - |

### Enseignement
La commune est rattachée à l'académie de Grenoble.

### Équipements sportifs
- Base de loisirs du Marandan :

Celle-ci comprend des terrains de jeux de pétanque, des jeux d'enfants et un terrain de volley. Il existe également plan d'eau et camping.
- Crée en 1938, l'U.S Saint-romanaise est un club de football évoluant en district de L'Isère. Cette association compte une section féminines et masculine.

### Médias
Historiquement, le quotidien à grand tirage Le Dauphiné libéré consacre, chaque jour, y compris le dimanche, dans son édition du Sud Grésivaudan, un ou plusieurs articles à l'actualité du canton et de la communauté de communes, ainsi que des informations sur les éventuelles manifestations locales, les travaux routiers, et autres événements divers à caractère local.

### Cultes
La communauté catholique et l'église de Saint-Romans (propriété de la commune) sont rattachées à la paroisse Saint Luc du Sud Grésivaudan, elle-même rattachée au diocèse de Grenoble-Vienne.

## Culture locale et patrimoine

### Lieux et monuments

#### Château de Saint-Romans
Ce château date du XIIIe siècle (transformé aux XVIe – XVIIe siècles). 
Mentionné dès 1280 (maison forte de la Grange), il appartient alors aux Copier puis à la célèbre famille Alleman. Lesdiguières et d'Ornano y séjournent en 1589, à l'occasion du traité maintenant le Dauphiné sous l'autorité royale. Le château appartint au XVIIIe siècle au général de Grimaldi, qui s'illustra lors de la guerre de Succession d'Espagne.
Chapelle du XVIIe siècle. Au XXe siècle, le château est la résidence de la famille de Châteauneuf.

#### Autres monuments
- Église romane Saint-Romain de Saint-Romans (XIIe siècle).
- Lavoir en très bon état de conservation.
- Calvaire posé sur un rocher surplombant la vallée de l'Isère.
- Le monument aux morts communal, situé sur une place du village, se présente sous la forme d'un pilier commémoratif supportant la statue d'un Poilu au repos, œuvre d'Étienne Camus[24].

Quelques photos de divers monuments de Saint-Romans

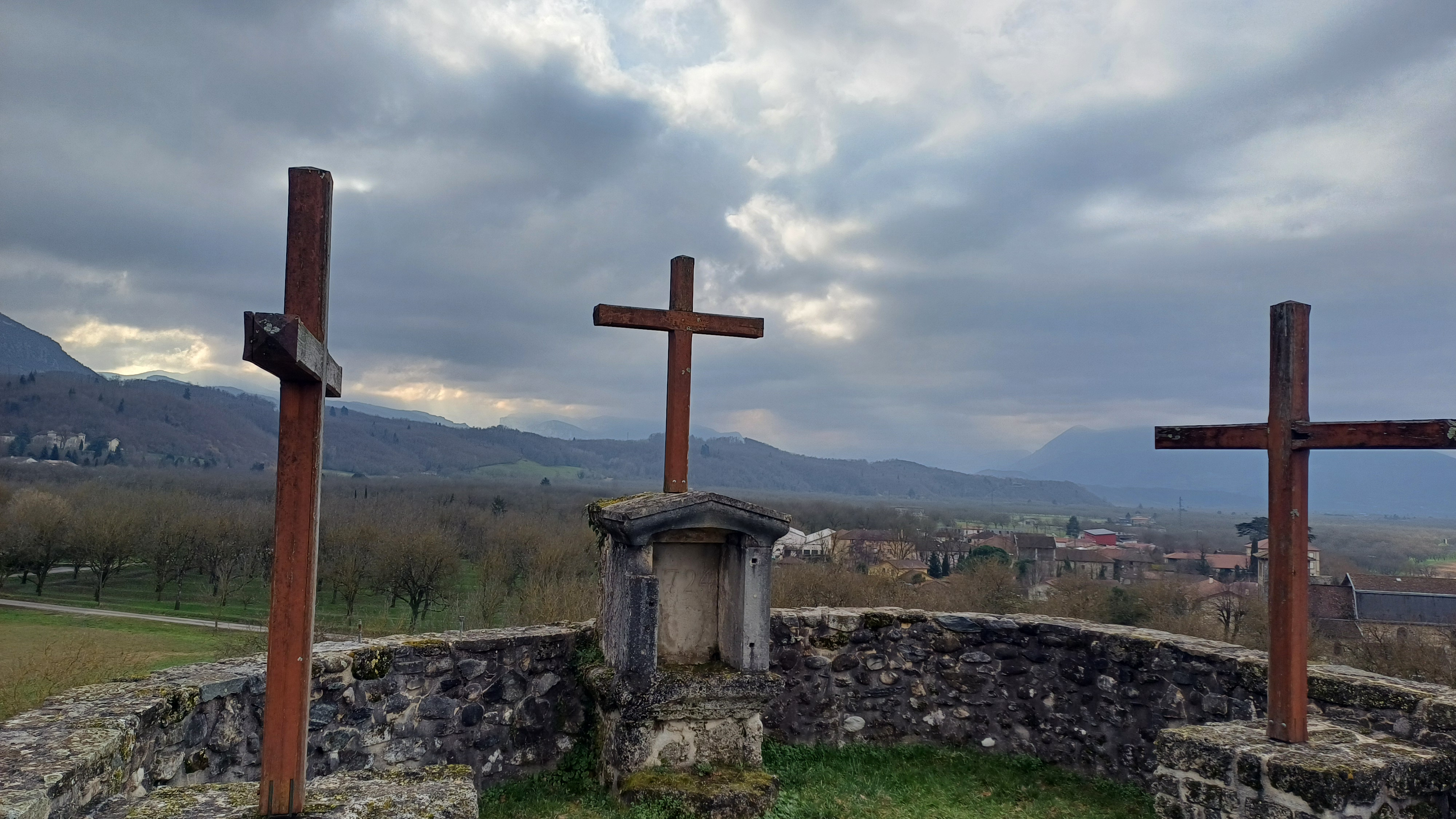
Calvaire de la commune de Saint-Romans

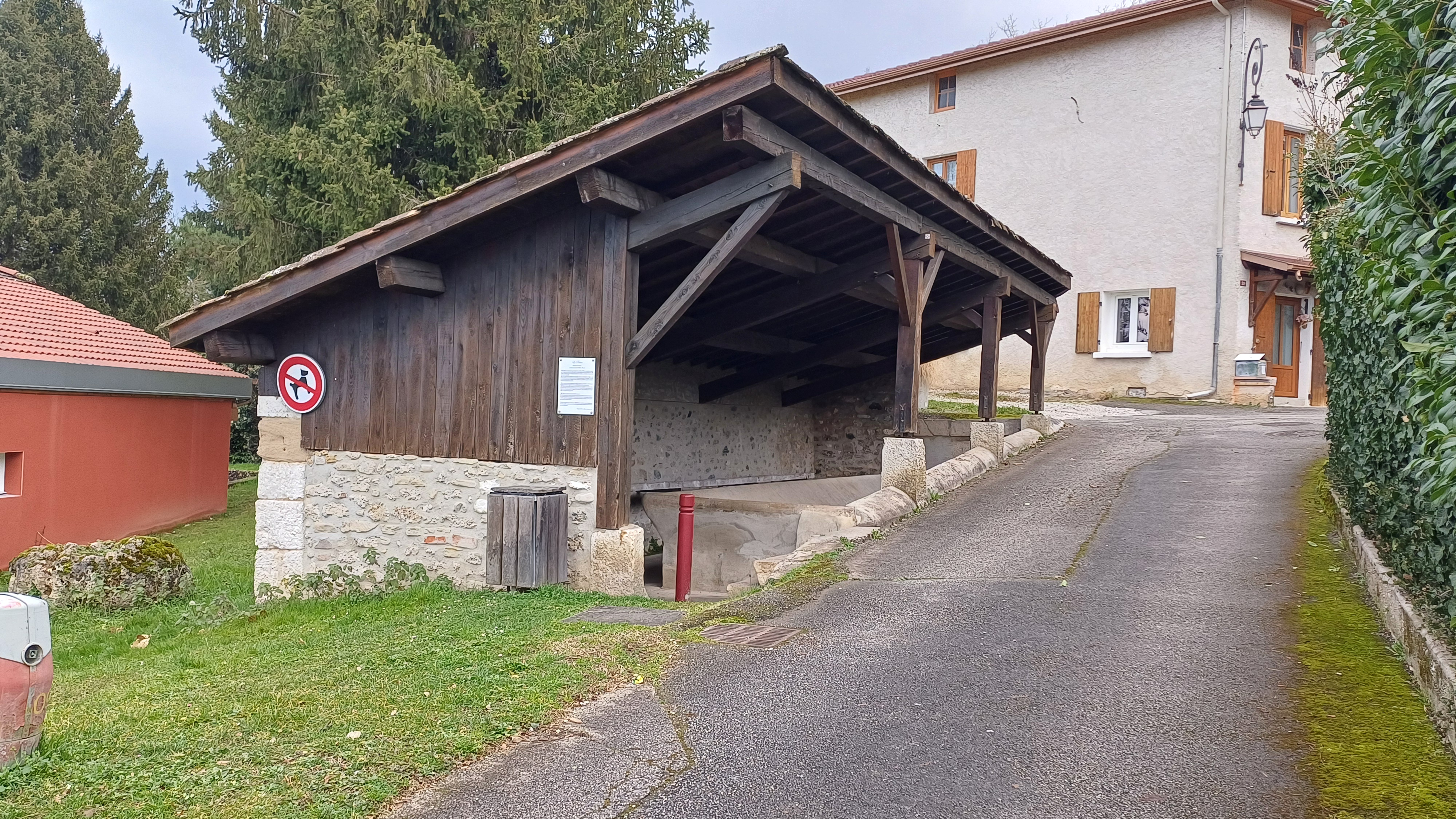
Lavoir de la commune de Saint-Romans

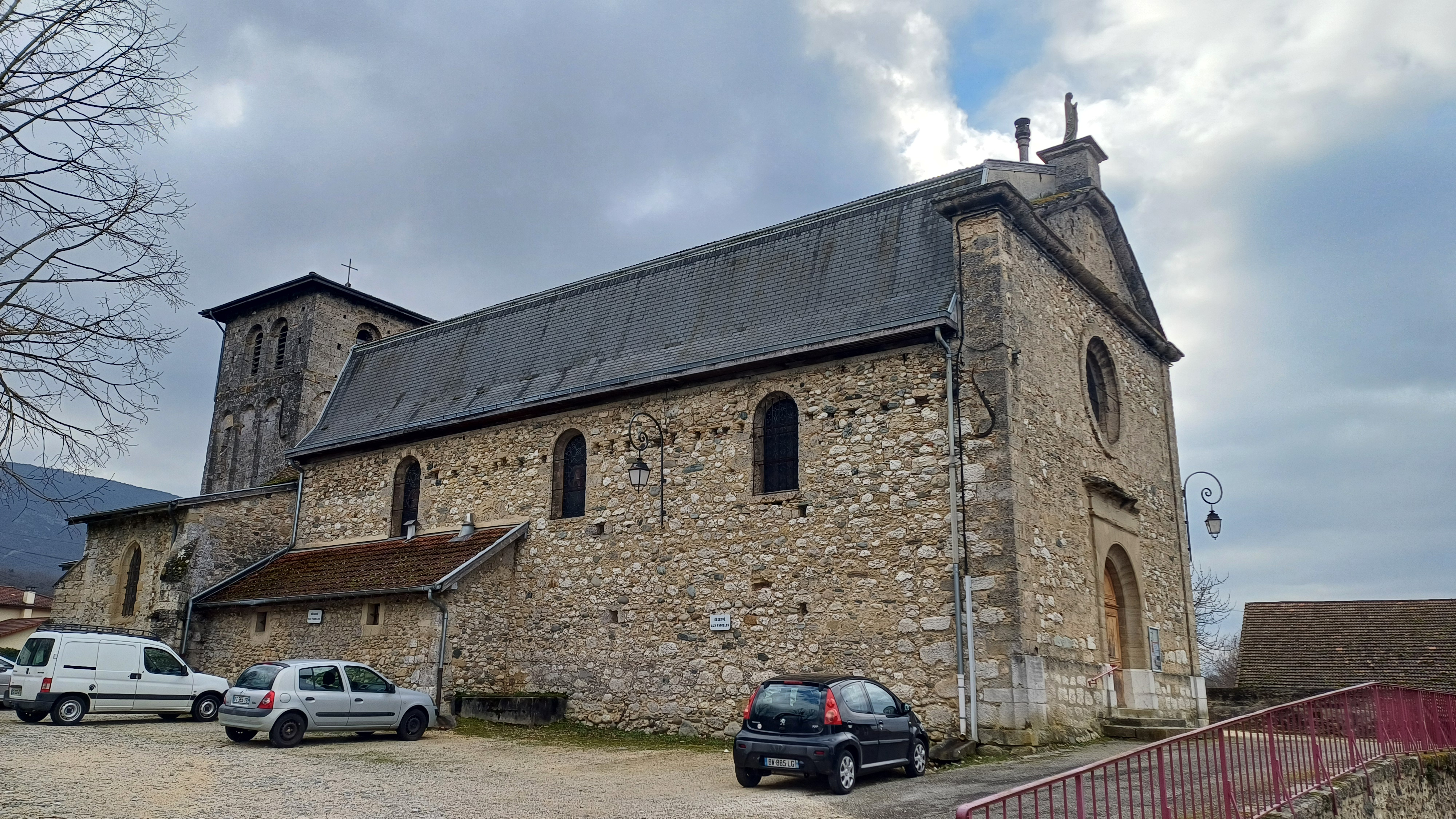
église romane "Saint-Romain" de la commune de Saint-Romans

#### Sites naturels
- Sentier de découverte ornithologique du martin pêcheur.
- Chemin pédestre au cœur du village

### Personnalités liées à la commune
- Alain Carignon, ancien maire de Grenoble, a possédé une maison dans la commune[réf. nécessaire].
- Laurent-César de Chaléon de Chambrier de Châteauneuf (1729-1821), magistrat, homme politique, seigneur de Saint-Romans.
- Antoine Sablière-La-Condamine (1724-1817), homme politique, maire de Saint-Romans, député de l'Isère.
- Saint Pierre-Julien Eymard, vicaire de Chatte de 1834 à 1837. C'est dans la chapelle du calvaire qu'il fit l'expérience d'une grâce singulière[25].

### Héraldique
| Blason de Saint-Romans | Blason  | D'azur à deux épis d'or passés en sautoir surmontés d'un dauphin d'argent, à une rose d'or posée en pointe. Devise / CriConsere semper |
| Blason de Saint-Romans | Détails | Le statut officiel du blason reste à déterminer.                                                                                       |